# Chapelle Saint-Lambert de Verviers
 (mai 2022).
Si vous disposez d'ouvrages ou d'articles de référence ou si vous connaissez des sites web de qualité traitant du thème abordé ici, merci de compléter l'article en donnant les références utiles à sa vérifiabilité et en les liant à la section « Notes et références ».
La chapelle Saint-Lambert est un édifice religieux catholique se trouvant au 80 rue du Collège, à Verviers, en Belgique.  Ancienne chapelle conventuelle de religieuses sépulcrines construite au XVIIe siècle, la chapelle est aujourd’hui lieu de culte catholique dépendant de la paroisse Saint-Remacle. Elle est classée au patrimoine de Wallonie.

## Histoire
En 1664, avec la permission du prince-évêque de Liège et du magistrat de Verviers, cinq chanoinesses du Saint-Sépulcre (religieuses ‘Sépulcrines’), venant de Malmedy, s’installent à Verviers. Elles sont engagées dans l’enseignement des enfants et sont familièrement appelées les ‘Religieuses des Bons Enfants’. 
En 1734, elles construisent leur chapelle qui est consacrée en 1741 : celle-ci comprend un chœur pour les religieuses et une partie réservée au public. La pierre tombale d’une abbesse de l‘époque s‘y trouve encore. 
Sous le régime révolutionnaire français les religieuses sont expulsées (1797) et leurs biens sont confiés au ‘Bureau de bienfaisance de la ville de Verviers’. L’ancien couvent devient un collège communal (avec internat) en 1807 et finalement, après des fortunes diverses (dont un incendie en 1873), l’Athénée royal, depuis 1880. 
En 1803, leur chapelle devient un lieu de culte auxiliaire de la paroisse Saint-Remacle.  C’est à partir de 1819, semble-t-il, qu’elle commence à être connue comme ‘chapelle Saint-Lambert’, du nom de l’illustre évêque de Liège. En 1845, à leur arrivée à Verviers, les Jésuites en sont les desservants. L’importante colonie allemande catholique de Verviers y a ses offices religieux de 1860 à 1919. La statue de la Vierge Marie surmontant la porte d’entrée date de cette époque (1884). La chapellenie allemande est supprimée à la fin de la Première Guerre mondiale et la chapelle retourne à Saint-Remacle.  
En 1873, chapelle et ancien bâtiment conventuel sont endommagés par un incendie, et en 1889, elle est reconstruite et agrandie par l’ajout d’une nef nord, conçue par Charles Thirion. L’ancien cloitre des religieuses y attenant est démoli en 1879. L’élargissement était nécessaire pour répondre aux besoins de la communauté germanophone de Verviers.
La chapelle fut gravement endommagée par les eaux du débordement de la Vesdre en juillet 2021.  Le travail de restauration n’a pas encore vraiment commencé (avril 2022). 

## Description
- La chapelle se trouve à flanc de rue, formant le coin de la rue du collège avec la rue Masson. Au-dessus de la porte d’entrée (datant de 1864), sur le côté latéral sud du bâtiment de la chapelle, se trouve une niche avec une grande statue de la Vierge-Marie surmontée, au fronton, d’un médaillon avec les lettres A.V.M.R. [Ave Maria].

- L’intérieur de la chapelle est riche: le maître-autel est de style régence (1740). Le  banc de communion, les confessionnaux, la balustrade et les lambris le long des murs sont de la même époque. Une pierre tombale d'Angeline Fréquinet, originaire d’une grande famille de Verviers et abbesse du monastère des chanoinesses du Saint-Sépulcre, date de 1778.

Quelques statues en bois datent de la même époque: saint Augustin et saint Jacques le Majeur. L’orgue date de 1902.